# Mertert
Mertert (lussemburghese: Mäertert) è un comune del Lussemburgo orientale, al confine con la Germania. Fa parte del cantone di Grevenmacher, nel distretto omonimo. 
Il comune (che comprende, oltre al paese omonimo, anche Wasserbillig, che fa da capoluogo, ove il fiume Sûre confluisce nella Mosella) ospita un porto fluviale sulla Mosella, il più grande e l'unico porto commerciale del Lussemburgo.
Nel 2005, la città di Mertert, che si trova nella parte meridionale del comune, aveva una popolazione di 1 101 abitanti.
Qua nacque il politico Pierre Frieden.